# Хайлвиг фон Урах
Хайлвиг фон Урах (на немски: Heilwig von Urach, (Stephanie) von Urach; † сл. 25 януари 1233/1262) е графиня от фамилията Урах и чрез женитба графиня на Пфирт/Ферете в Елзас.

## Произход
Тя е дъщеря на граф Егино IV фон Урах „Брадатия“ († 1230) и съпругата му Агнес фон Церинген († 1239), дъщеря на херцог Бертхолд V фон Церинген († 1186) и Хайлвиг от Фробург († пр. 1183).
Сестра е на Конрад († 1227), кардинал-епископ на Порто, папски легат, Егино V/I († 1236/1237), първият граф на Фрайбург, Йоланта († 1218), Улрих IV граф фон Нойенбург-Нидау († 1225), Рудолф († пр. 1260), граф на Урах-Детинген, от 1254 г. монах в Бебенхаузен, Бертхолд фон Урах († 1242), абат на манастирите Тененбах (1207 – 21), и Агнес († 1231), omwjena за маркграф Хайнрих I фон Баден-Хахберг († 1231).

## Фамилия
Хайлвиг фон Урах се омъжва пр. 1215 г. за граф Фридрих II фон Пфирт от Дом Скарпон († 25 януари 1234, убит). Тя е втората му съпруга. Те имат децата:
- Улрих II фон Пфирт († 1 февруари 1275), херцог на Елзас, господар на Флоримонт, граф на Пфирт (1227), женен I. за дьо Белвоар († пр. 1256), II. сл. 1256 г. за Агнес дьо Верги († септември 1268)
- Хайлвиг фон Пфирт († пр. 10 януари 1247), омъжена за граф Конрад фон Хорбург († сл. 1259)
- Лудвиг III фон Пфирт († сл. 20 август 1236 в Риети, Италия), граф на Пфирт (1227), женен за жена († сл. 16 юни 1237)
- Бертхолд фон Пфирт († 10 декември 1262), епископ на Базел (1248 – 1262)
- Албрехт/Адалберт фон Пфирт († сл. 1251), фогт на Мазмюнстер 1241, женен за графиня дьо Шалонс от Бургундия
- Стефани фон Пфирт († сл. 29 юли 1235), монахиня в Унтерлинден, Колмар
- Анна фон Пфирт, абатиса на Зекен (1260 – 1273)